# Lockheed L-188 Electra
De Lockheed L-188 Electra is een verkeersvliegtuig van de  Amerikaanse vliegtuigfabrikant Lockheed. Het toestel maakte op 6 december 1957 zijn eerste vlucht.

## Ontwerp
Lockheed begon in 1954 aan het ontwerpen van het vliegtuig. De machine werd uitgevoerd als een laagdekker met vier turbopropmotoren  en een intrekbaar landingsgestel. Er was plaats voor 66 tot 98 passagiers. Naast het originele ontwerp, de L-188A kwam er ook nog een versie voor lange afstanden, de L-188C. In totaal zijn er 170 Electra's gebouwd. Vanuit de  Electra is de Lockheed P-3 Orion ontwikkeld, een maritiem patrouillevliegtuig dat ook door de Koninklijke Marine werd gebruikt.

## De L-188 Electra bij de KLM
Na American Airlines schaften verschillende andere maatschappijen de Electra aan. In Europa bleef de KLM de enige maatschappij die de machine heeft gebruikt. Van 1959 tot 1969 werd daar de L-188c ingezet.